# Austin A30
O  A30 é um modelo compacto da Austin Motor Company.